# エディ・ギルバート
"ホット・スタッフ" エディ・ギルバート（"Hot Stuff" Eddie Gilbert、本名：Thomas Edward Gilbert, Jr.、1961年8月14日 - 1995年2月18日）は、アメリカ合衆国のプロレスラー。テネシー州レキシントン出身。
業界紙『レスリング・オブザーバー』の "Wrestling Observer Newsletter awards" において1988年度の "Best Booker" に選出されるなど、ブッカーとしても活躍した。父親のトミー・ギルバート、弟のダグ・ギルバートもプロレスラーである。

## 来歴

### 初期

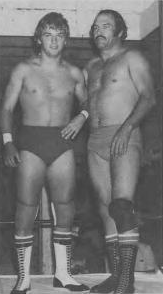
右は父親のトミー・ギルバート（1982年）

父トミー・ギルバートのトレーニングのもと、1979年2月10日に17歳でデビュー。地元テネシー州メンフィスのCWAを主戦場に、ベビーフェイスの新鋭としてトミーやリッキー・モートンとのタッグチームで活動。モートンとのコンビでは1981年8月31日、アメリカ武者修行中の大仁田厚（ミスター・オーニタ）&渕正信（マサ・フチ）から南部タッグ王座を奪取、NWAのオクラホマ地区ではマイク・ジョージ&エド・ウィスコスキーとトライステート・タッグ王座を争った。
1982年10月からはWWFに参戦。ドン・ムラコ、サージェント・スローター、マスクド・スーパースターなど、当時のWWFヘビー級王者ボブ・バックランドの挑戦者となるヒール勢のジョブ・ボーイを務める一方、ニューヨークのマディソン・スクエア・ガーデンではカルロス・ホセ・エストラーダから勝利を収め、カート・ヘニングとの若手コンビでも活動した。1982年11月25日には、フィラデルフィアのスペクトラムにてタイガーマスクのWWFジュニアヘビー級王座にも挑戦。翌1983年10月、WWFルートで新日本プロレスに初来日したが、負傷により途中帰国している。
1984年3月より古巣のCWAに復帰し、AWAに移籍したファビュラス・ワンズ（スティーブ・カーン&スタン・レーン）の後任として、トミー・リッチとニュー・ファビュラス・ワンズを結成する。ココ・ウェアとノーベル・オースチンのプリティ・ヤング・シングスなどと抗争したが、CWAを離脱したカーン&レーンへのあてつけとして組まされたクローン・チームだけに成功には至らず、リッチとの仲間割れアングルのもとギルバートはヒールに転向。以後はリッチやジェリー・ローラーと抗争を繰り広げ、1985年2月にはローラーからAWA南部ヘビー級王座を奪取した。

### ホット・スタッフ
CWAでのヒールターンは彼のマイクパフォーマンスの才能を開花させ、1985年下期からはホット・スタッフ（Hot Stuff）をニックネームに、ビル・ワットのMSWAにプレイング・マネージャーとして移籍。1986年に同団体がUWFと改称してからは若手ヒール時代のスティングとリック・スタイナーを配下に、ハリウッド・ジョン・テータムとジャック・ビクトリーのマネージャーだったミッシー・ハイアットと共闘して、H&Hインターナショナル（Hot Stuff & Hyatt International）なるユニットを結成。ボビー・フルトン&トミー・ロジャースのザ・ファンタスティックスとUWF世界タッグ王座を争った。
1987年にワットがNWAのジム・クロケット・ジュニアにUWFを売却した後は一時アラバマ地区に転出したが、1988年よりWCWへの移行期にあった末期のジム・クロケット・プロモーションズに移籍。ベビーフェイスのポジションに回り、リッキー・スティムボートのNWA復帰のパートナーとなってリック・フレアー&バリー・ウインダムと抗争した。UWF時代の盟友リック・スタイナーとも再合体して、1989年2月28日にバーシティ・クラブのスティーブ・ウィリアムス&ケビン・サリバンからUSタッグ王座を奪取している。また、WCWではフレアーやサリバン、ジム・コルネットらと共にブッキング・コミッティの一員となり、フレアー&スティング対テリー・ファンク&グレート・ムタの抗争アングルなどを手掛けた。
1990年、ジム・ハード副社長による新体制への以降に伴いWCWを脱退してメンフィスに戻り、CWAの後継団体であるUSWAに登場。再びヒールターンしてローラーとの統一世界ヘビー級王座を巡る抗争劇を展開した。1991年9月には、当時USWAと接点のあったW★INGプロモーションにトム・プリチャードと共に参戦、久々の来日を果たしている。
その後はテキサス州ダラスのGWFを経て、1993年は初期のECW（イースタン・チャンピオンシップ・レスリング）でヘッド・ブッカーを担当した。選手としても、ダーク・パトリオットこと実弟ダグ・ギルバートと組んでECWタッグ王座を獲得したが、ポール・ヘイマンのプロデューサー就任により同年秋にチャンピオンのままECWを離脱している。
ECW脱退後の1993年11月、ゴムマスクを被って覆面レスラーのブギーマンに変身し、W★INGプロモーションの『モースト・デンジャラス・タッグ・ウォーズ』にレザーフェイス（リック・パターソン）のパートナーとして出場。当時、W★INGでは弟のダグがフレディ・クルーガーに扮して活躍しており、両者は11月26日の川崎市体育館大会におけるリーグ戦で対戦したが、13秒で試合を終わらせた後、それぞれマスクを脱ぎ捨て自分たちの素顔を曝して兄弟であることを明かし、マイクで同団体への批判を公言した上で全日本プロレスへの移籍を表明するという前代未聞の事件を起こした。ギャランティやマッチメークへの不満など行動におよんだ原因には諸説あるが、彼はアメリカでも各団体でトラブルを起こしており、全日本移籍も結局は実現しなかった。
1994年からはUSWAに復帰して、ローラーとの抗争を再開。コルネットが運営していたケンタッキー州ルイビルのSMWやプエルトリコのWWCなどにもブッカーとして関わった。
1995年2月18日、プエルトリコで心臓発作により死去。33歳没。彼は1983年に交通事故に遭って以来ペインキラーを常用しており、それが心臓に負担を与えていたとされている。同年、ジャッキー・ファーゴ、ジョー・ルダック、フィル・ヒッカーソンらと共に、"Memphis Wrestling Hall of Fame" に迎えられた。
1996年にはニュージャージーにてトリビュート・イベントが開催され、トミー&ダグ・ギルバート、ローラー、リッチ、アル・スノー、キングコング・バンディ、マーティ・ジャネッティ、ダン・スバーン、2コールド・スコーピオ、シッド・ビシャス、ジョージ・スティール、ドリー・ファンク・ジュニアなどが参加した。
なお、UWFでH&Hインターナショナルを結成していたハイアットとはNWA（WCW）移籍後の1988年に結婚したが、後に離婚している。1991年にはデブラ・ミセリーと再婚するも、こちらも約4カ月間で破局を迎えた。

## 得意技
- ホット・ショット（Hot Shot）[23]
- パイルドライバー[23]
- フィギュア・フォー・レッグロック[23]
- DDT[23]

## 獲得タイトル
セントラル・ステーツ・レスリング
- NWAセントラル・ステーツ・タッグ王座：1回（w / リッキー・ロメロ）[24]

コンチネンタル・レスリング・アソシエーション
- AWA南部ヘビー級王座：1回[12]
- AWA南部タッグ王座：4回（w / トミー・ギルバート（英語版）×2、トミー・リッチ、リッキー・モートン）[2]
- CWAインターナショナル・ヘビー級王座：2回[25]

ユナイテッド・ステーツ・レスリング・アソシエーション
- USWA統一世界ヘビー級王座：4回[17]
- USWAヘビー級王座 / USWA南部ヘビー級王座：2回[26]
- USWA世界タッグ王座：1回（w / ブライアン・クリストファー）[27]

NWAトライステート
- NWAトライステート・タッグ王座：3回（w / トミー・ギルバート、リッキー・モートン×2）[3]
- NWA USタッグ王座（トライステート版）：1回（w / トミー・ギルバート）[28]

ミッドサウス・レスリング・アソシエーション / ユニバーサル・レスリング・フェデレーション
- ミッドサウス・タッグ王座：1回（w / ザ・ナイトメアー）[29]
- UWF世界タッグ王座：2回（w / スティング）[14]
- UWF世界TV王座：1回[30]

ミッドアトランティック・チャンピオンシップ・レスリング
- NWA USタッグ王座（ミッドアトランティック版）：1回（w / リック・スタイナー）[15]

イースタン・チャンピオンシップ・レスリング
- ECWタッグ王座：1回（w / ダグ・ギルバート）[19]

グローバル・レスリング・フェデレーション
- GWF北米ヘビー級王座：1回
- GWF TV王座：2回

ワールド・レスリング・カウンシル
- WWC北米タッグ王座：1回（w / トミー・ギルバート）[31]

その他
- ハードコア殿堂：2009年